# Oedancala dorsalis
Oedancala dorsalis är en insektsart som först beskrevs av Thomas Say 1832.  Oedancala dorsalis ingår i släktet Oedancala och familjen Pachygronthidae. Inga underarter finns listade i Catalogue of Life.